# Konstrakta
Ana Đurić (en serbi ciríl·lic: Ana Ђурић, nascuda l'12 d'octubre de 1978), artísticament com Konstrakta (Констракта), és una cantant i compositora sèrbia. També és membre del grup alternatiu Zemlja gruva! (Земља грува!), que va guanyar gran popularitat a la dècada de 2010. Amb la cançó "In corpore sano", va representar Sèrbia al Festival de la Cançó d'Eurovisió 2022, acabant en cinquè lloc.

## Biografia
Ana Đurić, el cognom de naixement del qual és Ignjatović (Iгњатовић), es va posar el pseudònim de Konstrakta quan tenia 20 anys, perquè li agradava compondre rimes d'una manera específica, matemàticament, d'acord amb la seva professió: l'arquitectura. El pseudònim significa ser racionalment emocional.
Primer va formar part de la banda Mistakemistake, i després es va unir al grup Zemlja gruva!, que va ser creat el 2007.
El marit també és arquitecte. Junts tenen una filla anomenada Lena i un fill anomenat Nikola.
D'altra banda, Konstrakta va aparèixer a la pel·lícula "Nebeska tema" ("Небеска тема") sobre Vlado Divljan el 2019.
El 2020 va participar en la conferència sobre prevenció del tabaquisme "Možemo li dona razgovaramo?" (en català: "Podem parlar?").

## Carrera

### Zemlja gruva!
Konstrakta és autora de moltes cançons d'aquesta banda. Algunes d'ells són: "Šta stvarno želiš", "Mama", "Tuga" i "Đango".

### Cursa en solitari
La primera cançó en solitari sota aquest pseudònim va ser llançada el 2019 sota el nom de "Žvake". El seu segon senzill en solitari es va anomenar "Neam šamana" (2020), el qual diu que està inspirat en un text que va llegir sobre Emina Jahović, que va buscar l'ajuda d'un xaman després del divorci. Com que això es podia malinterpretar, va emfatitzar que estimava Emina, especialment com a col·lega, ja que també és compositora. Ambdues cançons formen part del projecte "JBG".
El 2022, va llançar el projecte musical "Triptih", que va treballar amb Maja Uzelac i tres cançons: "In corpore sa", "Nobl" i "Mekano".

#### Festival de la Cançó d'Eurovisió 2022
El 8 de febrer de 2022 es va publicar la seva cançó "In corpore sano" per al Pesma za Evroviziju 22, que va ser organitzat per la Radio-Televizija Srbije per triar el representant de Sèrbia al Festival de la Cançó d'Eurovisió 2022.
Konstrakta va compondre la cançó "In corpore sa" amb un company de Zemlja gruva!, Milovan Bošković. Amb aquesta cançó, es va classificar per a la final de la competició i va guanyar el concurs, aconseguint representar al seu país a Torí. Al festival, es va classificar a la semifinal en tercera posició i va obtenir el cinquè lloc a la Gran Final del 14 de maig, la millor posició de Sèrbia al festival des del 2012.

## Vida privada
Đurić es va graduar a la Facultat d'Arquitectura de la Universitat de Belgrad. El 2009 es va casar amb l'arquitecte Milan Đurić, amb qui té un fill i una filla.

## Discografia

### Senzills
- 2019 – Žvake
- 2020 – Neam šamana
- 2022 – In corpore sa